# Sveti Vlas
Sveti Vlas (în bulgară Свети Влас) este un oraș din Obștina Nesebăr, Regiunea Burgas, Bulgaria. Se află pe malul Mării Negre, fiind o destinație turistică, alternativă mai liniștită la Sunny Beach.

## Demografie
Componența etnică a orașului Sveti Vlas
     Turci (1,48%)
     Bulgari (83,46%)
     Nicio identificare (12,89%)
     Altele (2,56%)
La recensământul din 2011, populația orașului Sveti Vlas era de 2.691 locuitori. Din punct de vedere etnic, majoritatea locuitorilor (83,46%) erau bulgari, cu o minoritate de turci (1,48%). Pentru 12,89% din locuitori nu este cunoscută apartenența etnică.